# 심리통계
심리통계(Psychographics)는 주로 양적 자료로부터 통계적 분석방법을 사용해 유의미한 질적 자료를 추출하는 학문이다. 특히 이러한 심리학적 연구방법과의 관련성에서 일반적으로 구성개념(construct)에 대한 통계적 분석의 과학적 연구방법론이다.
통계학에서 사용하는 주요 원리들이 적용된 과학적인 객관적 검사의 설문지 작성방법이나 표본추출 및  자료코딩 나아가 통계분석과 결과해석등을 포함한다. 심리학적 연구결과들을 과학적이고 논리적 사고가 바탕이 되는 통계적 방법을 통해  이를 이해할 수 있는 분야이다.

## 같이 보기
- 심리검사
- 심리통계학